# Kolonia Terebiń
Kolonia Terebiń (dawn. Terebin-Kolonia) – część wsi Terebiń w Polsce położona w województwie lubelskim, w powiecie hrubieszowskim, w gminie Werbkowice.
Wierni Kościoła rzymskokatolickiego należą do parafii Świętych Cyryla i Metodego w Sahryniu.